# Třída Vnimatělnyj
Třída Vnimatělnyj (jinak též třída Forel) byla třída torpédoborců ruského carského námořnictva. Celkem bylo postaveno pět jednotek této třídy. Zařazeny byly do Tichooceánského loďstva. Nasazeny byly za Rusko-japonské války a první světové války.

## Stavba
Celkem bylo v letech 1899–1902 postaveno pět jednotek této třídy. Stavbu provedly francouzské loděnice Forges et Chantiers de la Méditerranée a Normand v Le Havre.
Jednotky třídy Vnimatělnyj:
| Jméno                    | Loděnice                               | Založený kýlu | Spuštěna | Vstup do služby | Status |
| ------------------------ | -------------------------------------- | ------------- | -------- | --------------- | --- |
| Vnimatělnyj (ex Forel)   | Normand                                | 1898          | 1900     | 1901            | Dne 27. května 1904 ztroskotal poblíž Port Arthuru a byl zničen torpédoborcem Vynoslivyj. |
| Vnušitelnyj (ex Osjotr)  | Forges et Chantiers de la Méditerranée | 1899          | 1900     | 1902            | Dne 25. února 1904 byl poblíž Port Arthuru poškozen japonskými křižníky a poté potopen vlastní posádkou.                                                                                             |
| Vynoslivyj (ex Sterljad) | Normand                                | 1898          | 1901     | 1902            | Dne 24. srpna 1904 se poblíž Port Arthuru potopil na mině. |
| Vlastnyj (ex Kefal)      | Forges et Chantiers de la Méditerranée | 1899          | 1901     | 1902            | Za rusko-japonské války dne 1. ledna 1905 internován Čínou v Jen-tchaji. Po válce vrácen. Roku 1916 převeden do Severního moře, roku 1917 zajat Brity, roku 1921 vrácen SSSR a vyřazen.              |
| Grozovoj (ex Losos)      | Forges et Chantiers de la Méditerranée | 1899          | 1902     | 1902            | V srpnu 1905 se účastnil bitvy ve Žlutém moři, načež byl internován Čínou v Šanghaji. Po válce vrácen. Roku 1916 převeden do Severního moře, roku 1917 zajat Brity, roku 1921 vrácen SSSR a vyřazen. |

## Konstrukce

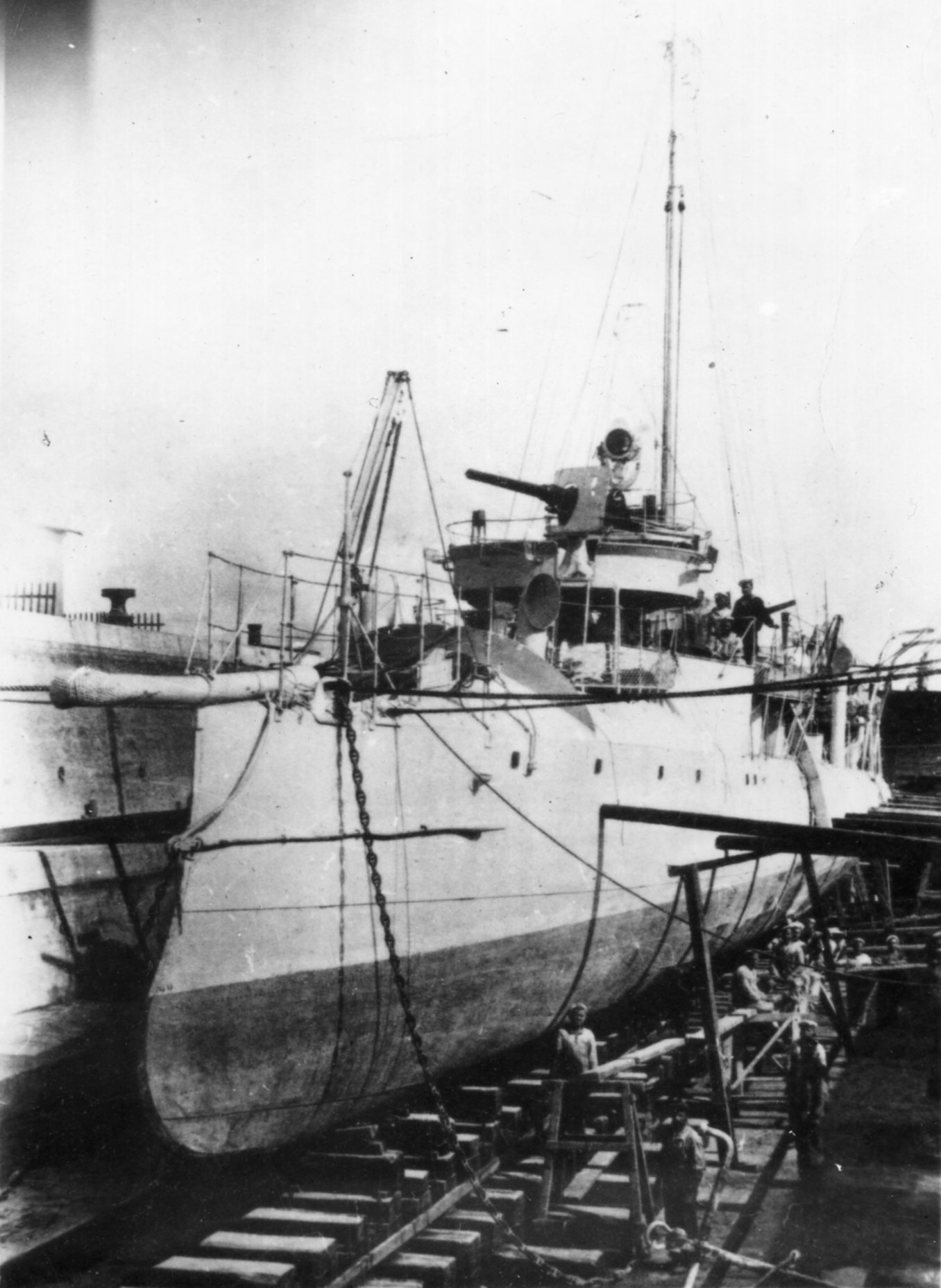
Forel

Torpédoborce nesly jeden 75mm kanón, pět 47mm kanónů a dva 381mm torpédomety. Pohonný systém tvořily čtyři kotle a dva parní stroje o výkonu 5200 hp, pohánějící dva lodní šrouby. Nejvyšší rychlost dosahovala 26,5 uzlu. Dosah byl 1250 námořních mil při rychlosti 13 uzlů.

### Modifikace
Přeživší plavidla měla upravenou výzbroj, tvořenou dvěma 75mm kanóny, šesti 7,6mm kulomety a dvěma 457mm torpédomety.